# Districte de Vila Pery
El districte de Vila Pery fou un dels districtes de la província portuguesa de Moçambic entre 1970 i 1975, i va esdevenir província del Moçambic independent el 25 de juny de 1975. La capital era Vila Pery.
Es va crear el 5 d'agost de 1970 per divisió del districte de Manica i Sofala en dos districtes. Amb la independència va assolir categoria províncial. El 1976 la capital fou reanomenada Chimoio i la província Manica.